# 梅林寺 (台東区)
梅林寺（ばいりんじ）は、東京都台東区にある曹洞宗の寺院。

## 歴史
安土桃山時代、天室修悦によって開山された。元々は武蔵国豊島郡小塚原村（現・東京都荒川区南千住）に位置しており、「龍源寺」という名称であった。
譜代大名石川忠総の子石川邦総は、幕府の職を歴任したが、病で職を辞して療養生活をしていた。邦総の家臣の平井長次が主君の病気平癒を祈願して、龍源寺を邦総の屋敷に近い現在地に移転した。その際に綱敷天神も一緒に移転させ、寺名も天神に因んだ「梅林寺」に改称した。
江戸時代は寺号通りの梅の林があり、梅の名所として賑わっていた

## 墓所
- 阿部将翁（本草学者）
- 河東碧梧桐（俳人）

かつては河東碧梧桐の遺骨が納められていたが、後に枚方市に移葬されたため、現在は墓石のみ残されている。墓石の「碧梧桐墓」の文字は碧梧桐本人の筆である。

## 交通アクセス
- 日比谷線三ノ輪駅1a出口より徒歩1分（経路案内）。